# Wienand Ungermann
Wienand Ungermann (* 27. August 1895 in Alsdorf; † 24. Juni 1969 in Übach-Palenberg) war der erste Landrat des Landkreises Aachen nach dem Zweiten Weltkrieg.

## Leben
Wienand Ungermann besuchte die Bergschule Aachen, die er mit der Oberrsteigerreife verließ. Nach dem Ersten Weltkrieg war er zunächst von 1919 bis 1922 auf der Steinkohle-Zeche Anna 2 als 1. Vermessungssteiger beschäftigt. Von dort wechselte er in gleicher Stellung bis 1926 auf die Zeche Sophia-Jacoba  in Hückelhoven. Von 1926 bis zur Machtübernahme durch die Nationalsozialisten im Jahr 1933 betätigte Ungermann sich dann als Landesgeschäftsführer des Landesverbandes deutscher Kriegsbeschädigter und Kriegshinterbliebener Rheinland. Bevor er bis 1942 als 1. Vermessungssteiger zurückkehrte zum Bergbau, als Angehöriger der Eschweiler Reserve. Nach einem Unfall wurde er zum 31. März 1944 pensioniert.

### Politische Ämter
Nach Kriegsende war der Landkreis Aachen Teil der Britischen Besatzungszone geworden. Nach der Ablösung des noch durch die Amerikanischen Militärbehörden ernannten Landrats Hermann Sträter berief die britische Militärregierung den seitens der Regierung Aachen vorgeschlagenen Wienand Ungermann am 5. September 1945 zum letzten hauptamtlichen Landrat des Landkreises Aachen. Am 10. Oktober 1945 wies die Militärregierung Ungermann an, die „Bildung einer Kreisvertretung“ vorzubereiten. Ziel war die Dezentralisierung des politischen Aufbaus auf „demokratischer Basis“. Im Zuge dessen wurde der Militärregierung am 3. November 1945 eine Liste mit Vorschlagskandidaten für den neu zu errichtenden Kreistag vorgelegt, aus der diese das 57 Mitglieder umfassende Gremium bildete. Mit dessen Beschlussfähigkeit endete Ungermanns Aufgabe. Zum 1. März 1946 wurde der noch von der Militärregierung bestellte Johann Ernst neuer Landrat. Der unter Ungermann gebildete Kreistag bestätigte Ernst am 20. März 1946.
Familie
Wienand Ungermann war verheiratet und hatte drei Kinder.